# Brachiaria xantholeuca
Brachiaria xantholeuca är en gräsart som först beskrevs av Schinz, och fick sitt nu gällande namn av Otto Stapf. Brachiaria xantholeuca ingår i släktet Brachiaria och familjen gräs. Inga underarter finns listade i Catalogue of Life.